# La senyoreta Scarlet i el duc
La senyoreta Scarlet i el duc (títol original en anglès, Miss Scarlet and The Duke) és una sèrie de televisió dramàtica d'època britànicoestatunidenca creada per Rachael New i protagonitzada per Kate Phillips i Stuart Martin com a personatges principals, que representen dos detectius victorians. La tres primeres temporades s'han doblat al català per TV3, que va estrenar-la el 27 de desembre de 2023.
La primera temporada es va començar a emetre a Alibi el 31 de març de 2020 i es va estrenar als Estats Units el 17 de gener de 2021, com a part de la sèrie d'antologia Masterpiece de PBS. PBS va anunciar una segona temporada el 29 de març de 2021 i va començar a emetre's a Alibi el 14 de juny de 2022, mentre que PBS va començar a fer-ho el 16 d'octubre de 2022. La sèrie es va renovar més tard per una tercera i quarta temporada, i la tercera entrega es va estrenar a PBS el 8 de gener de 2023.

## Repartiment

### Principal
- Kate Phillips com a Eliza Scarlet, una jove ambiciosa que es fa càrrec de l'agència de detectius del seu difunt pare.
- Stuart Martin com a William "Duc" Wellington, inspector detectiu d'Scotland Yard.
- Cathy Belton com a Ivy Woods, majordoma de l'Eliza.
- Ansu Kabia com a Moses Valentine, petit criminal a qui recorre sovint l'Eliza.

### Secundari
- Kevin Doyle com a Henry Scarlet, pare de l'Eliza i mentor del William (temporada 1)
- Andrew Gower com a Rupert Parker, amic i inversor de l'agència de l'Eliza (temporada 1)
- Richard Evans com a Herr Hildegard, propietari de la funerària que hi ha al costat de l'oficina de l'Eliza (temporada 1)
- Amy McAllister com a Tilly Hildegard, neboda de Herr Hildegard (temporada 1)
- Helen Norton com a Mrs Parker, propietària de la casa de l'Eliza i la mare del Rupert (temporades 1 i 2)
- Simon Ludders com a Mr. Potts, forense de la policia (temporades 1 i 2; convidat a la 3)
- Matthew Malone com a Clarence Honeychurch, agent de policia (temporada 1)
- Danny Midwinter com a Frank Jenkins, sergent detectiu i assistent del William (temporada 1)
- Nick Dunning com a superintendent Stirling, supervisor del William (temporada 1)
- Ian Pirie com a superintendent Monro, successor de l'Stirling (a partir temporada 2)
- Evan McCabe com Oliver Fitzroy, sargent detectiu, fill del comissari de policia (a partir temporada 2)
- Tim Chipping com a DS Phelps, col·lega del William (a partir temporada 2)
- Jessie Cave com a Harriet "Hattie" Parker, neboda de la senyora Parker (temporada 2)
- Felix Scott com a Patrick Nash, un altre detectiu privat (a partir temporada 2)
- Brian Bovell com a Solomon, botiguer especialitzat en verins exòtics (a partir temporada 3)
- Sophie Robertson com a Arabella Acaster, antiga companya d'escola de l'Eliza (a partir temporada 3)
- Oliver Chris com a Basil Sinclaire, periodista especialitzat en històries de crims sensacionals (a partir temporada 2)
- Laura Rollins com a Clementine, treballadora sexual i amiga del Moses (a partir temporada 2)

## Episodis

### Visió general
| Temporada | Temporada | Episodis | Episodis | Dates d’emissió    | Dates d’emissió      |
| Temporada | Temporada | Episodis | Episodis | Primera emissió    | Última emissió       |
| --------- | --------- | -------- | -------- | ------------------ | -------------------- |
|           | 1         | 6        | 6        | 31 de març de 2020 | 5 de maig de 2020    |
|           | 2         | 6        | 6        | 14 de juny de 2022 | 19 de juliol de 2022 |
|           | 3         | 6        | 6        | 8 de gener de 2023 | 12 de febrer de 2023 |
|           | 4         | 6        | 6        | 7 de gener de 2024 | 11 de febrer de 2024 |

### Temporada 1 (2020)
| Núm. total | Núm. de la temporada | Títol                      | Direcció       | Guió        | Data d'emissió original | Data d'emissió a Catalunya (TV3) |
| ---------- | -------------------- | -------------------------- | -------------- | ----------- | ----------------------- | -------------------------------- |
| 1          | 1                    | «L'herència»               | Declan O'Dwyer | Rachael New | 31 de març de 2020      | 27 de desembre de 2023           |
| 2          | 2                    | «La dona de vermell»       | Declan O'Dwyer | Rachael New | 7 d'abril de 2020       | 27 de desembre de 2023           |
| 3          | 3                    | «Fets i no paraules»       | Declan O'Dwyer | Rachael New | 14 d'abril de 2020      | 28 de desembre de 2023           |
| 4          | 4                    | «Memento Mori»             | Declan O'Dwyer | Ben Edwards | 21 d'abril de 2020      | 28 de desembre de 2023           |
| 5          | 5                    | «La cel·la 99»             | Declan O'Dwyer | Ben Edwards | 28 d'abril de 2020      | 29 de desembre de 2023           |
| 6          | 6                    | «El cas de Henry Scarlett» | Declan O'Dwyer | Rachael New | 5 de maig de 2020       | 29 de desembre de 2023           |

### Temporada 2 (2022)
| Núm. total | Núm. de la temporada | Títol                   | Direcció      | Guió                      | Data d'emissió original | Data d'emissió a Catalunya (TV3) |
| ---------- | -------------------- | ----------------------- | ------------- | ------------------------- | ----------------------- | -------------------------------- |
| 7          | 1                    | «La capsa de Pandora»   | Steve Hughes  | Rachael New               | 14 de juny de 2022      | 2 de gener de 2024               |
| 8          | 2                    | «El borinot de la mort» | Steve Hughes  | Rachael New               | 21 de juny de 2022      | 2 de gener de 2024               |
| 9          | 3                    | «La fossa comuna»       | Steve Hughes  | Rachael New               | 28 de juny de 2022      | 3 de gener de 2024               |
| 10         | 4                    | «Figuera infernal»      | Ivan Zivkovic | Rachael New               | 5 de juliol de 2022     | 3 de gener de 2024               |
| 11         | 5                    | «Tres quarts de dotze»  | Ivan Zivkovic | Ben Edwards               | 12 de juliol de 2022    | 4 de gener de 2024               |
| 12         | 6                    | «La proposta»           | Ivan Zivkovic | Ben Edwards i Rachael New | 19 de juliol de 2022    | 4 de gener de 2024               |

### Temporada 3 (2023)
| Núm. total | Núm. de la temporada | Títol              | Direcció      | Guió                                                 | Data d'emissió original | Data d'emissió a Catalunya (TV3) |
| ---------- | -------------------- | ------------------ | ------------- | ---------------------------------------------------- | ----------------------- | -------------------------------- |
| 13         | 1                    | «La desaparició»   | Steve Hughes  | Rachael New (història per Rachael New i Ben Edwards) | 8 de gener de 2023      | 23 de desembre de 2024           |
| 14         | 2                    | «L'Arabella»       | Steve Hughes  | Sarah-Louise Hawkins                                 | 15 de gener de 2023     | 23 de desembre de 2024           |
| 15         | 3                    | «Hotel Saint Marc» | Rachael New   | Ben Edwards (història per Rachael New i Ben Edwards) | 22 de gener de 2023     | 24 de desembre de 2024           |
| 16         | 4                    | «Línia de sang»    | Ivan Zivkovic | Ben Edwards (història per Rachael New i Ben Edwards) | 29 de gener de 2023     | 24 de desembre de 2024           |
| 17         | 5                    | «L'hereu»          | Steve Hughes  | Dan Muirden                                          | 5 de febrer de 2023     | 27 de desembre de 2024           |
| 18         | 6                    | «La Joia del Nord» | Steve Hughes  | Ben Edwards (història per Rachael New i Ben Edwards) | 12 de febrer de 2023    | 27 de desembre de 2024           |

### Temporada 4 (2024)
| Núm. total | Núm. de la temporada | Títol                 | Direcció         | Guió             | Data d'emissió original |
| ---------- | -------------------- | --------------------- | ---------------- | ---------------- | ----------------------- |
| 19         | 1                    | «Elysium»             | Sense determinar | Sense determinar | 7 de gener de 2024      |
| 20         | 2                    | «Six Feet Under»      | Sense determinar | Sense determinar | 14 de gener de 2024     |
| 21         | 3                    | «Origins»             | Sense determinar | Sense determinar | 21 de gener de 2024     |
| 22         | 4                    | «The Diamond Feather» | Sense determinar | Sense determinar | 28 de gener de 2024     |
| 23         | 5                    | «The Calling»         | Sense determinar | Sense determinar | 4 de febrer de 2024     |
| 24         | 6                    | «The Fugitive»        | Sense determinar | Sense determinar | 11 de febrer de 2024    |